# ジェームズ・ブラード

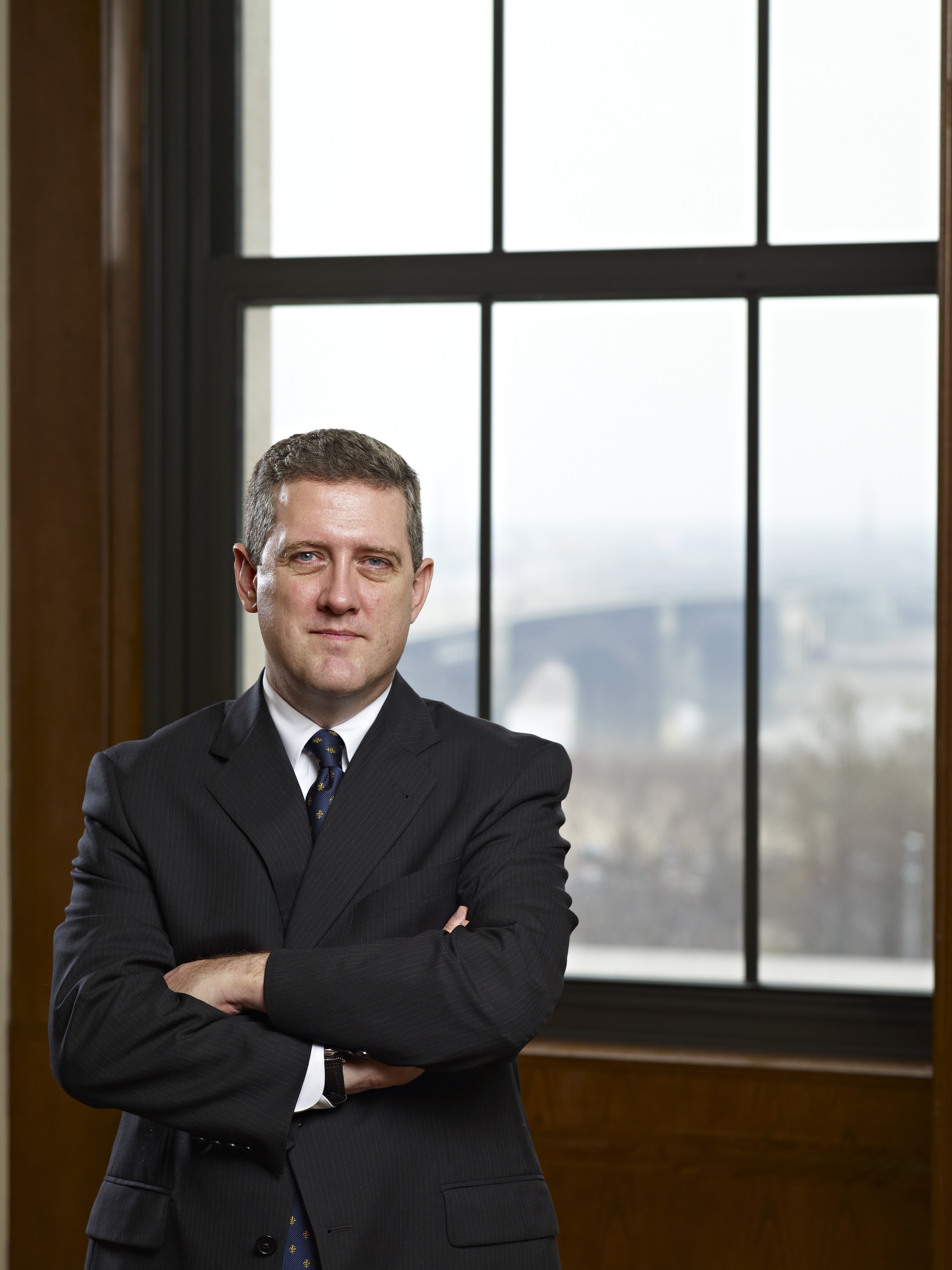
ジェームズ・ブラード、セントルイス連邦準備銀行総裁

ジェームズ・ブラード（James Bullard）は、アメリカ合衆国の経済学者。セントルイス連邦準備銀行の第12代総裁を2008年4月1日から2023年8月14日まで務めた。
| スタブアイコン | サブスタブ | この項目は、まだ閲覧者の調べものの参照としては役立たない、人物に関連した書きかけの項目です。この項目を加筆・訂正などしてくださる協力者を求めています（P:人物伝/PJ:人物伝）。 |